# 후나쓰정
후나쓰정(일본어: 船津町)은 일본 기후현 요시키군에 있던 정이다. 현재의 히다시에 해당한다.

## 역사
- 1889년 7월 1일 - 정촌제 시행에 의해 소데카와촌, 아소부촌, 후나쓰정이 성립하였다.
- 19509년 6월 10일 - 소데카와촌, 아소부촌과 합병해 가미오카정이 성립하여, 동일 후나쓰정은 폐지되었다.

## 교통

### 도로
- 가미오카 가도

가미오카정이 성립후 1966년에 국철 가미오카선이 개통되었다.

## 참고 문헌
- 角川日本地名大辞典編纂委員会,『角川日本地名大辞典 21 岐阜県』1980, 角川書店